# Károly Molter
Károly Molter (* 2. Dezember 1890 in Óverbász, deutsch Alt-Werbass, Königreich Ungarn, Österreich-Ungarn; † 30. November 1981 in Târgu Mureș, Rumänien) war ein ungarischer Schriftsteller, Kritiker und Publizist.

## Leben
Molter stammte aus einer donauschwäbischen Familie, er bevorzugte jedoch den Gebrauch der ungarischen Sprache. Er studierte erst in Kecskemét, dann an Fakultät für Philosophie der Universität Budapest. 1913 übersiedelte er nach Siebenbürgen, wo er in Marosvásárhely (heute Târgu Mureș) sesshaft wurde. Zwischen 1913 und 1945 arbeitete er als Lehrer am dortigen Bolyai-Gymnasium, das von der reformierten Kirche der Stadt unterhalten wurde. Nach der Angliederung Siebenbürgens an Rumänien in der Zwischenkriegszeit schrieb er für die literarisch-kritische Zeitschrift Erdélyi Helikon in Brâncovenești im heutigen Kreis Mureș. Auch war er in der Redaktion des Magazins Zord Idő Magazin tätig. 
1937 veröffentlichte er mit dem Roman Tibold Márton sein erfolgreichstes Werk, in dem er die Geschichte der Magyarisierung einer donauschwäbischen Familie erzählte, wobei er auf die Schwierigkeiten der Minorität mit der ethnischen Mehrheit der Bevölkerung einging.
Nach 1945 lehrte Molter deutsche Sprache und Literatur an der Bolyai-Universität in Cluj. 1950 schied er aus dem Lehrbetrieb aus und zog sich nach Târgu Mureş zurück, wo er 31 Jahre später verstarb.

## Veröffentlichungen
- F. m. Melánia R. T. (1929)
- Tibold Márton (1937)
- Bolond kisváros (Dumme kleine Stadt, 1942)
- Reformáció és magyar műveltség (Reformation und ungarische Kultur, 1944)
- Harci mosolyok (Kriegerisches Lächeln, 1956; Kurzgeschichten)
- Iparkodj kisfiam! (Wehre Dich, mein Junge, 1964)
- Szellemi belháború (Geistiger Bürgerkrieg, 1968)
- Komor korunk derűje (Die Helligkeit in unserer düsteren Zeit, 1971; Anekdoten)
- Örökmozgó (Perpetuum mobile, 1974; Schauspiel)
- Buborékharc (Krieg der Blasen, 1980; Aufsatz)